# Cantó de Saulzais-le-Potier
El cantó de Saulzais-le-Potier és un cantó francès del departament del Cher, situat al districte de Saint-Amand-Montrond. Té 11 municipis i el cap és Saulzais-le-Potier.

## Municipis
- Ainay-le-Vieil
- Arcomps
- La Celette
- Épineuil-le-Fleuriel
- Faverdines
- Loye-sur-Arnon
- La Perche
- Saint-Georges-de-Poisieux
- Saint-Vitte
- Saulzais-le-Potier
- Vesdun

## Història
| Data d'elecció                           | Identitat           | Partit                                 | Qualitat |
| ---------------------------------------- | ------------------- | -------------------------------------- | -------- |
| 1945-19..                                | M. Vallette         | Divers droite                          |          |
| 19..-1958                                | M. Godignon         | CNIP                                   |          |
| 1958-1988                                | Maxime Chagnon      | divers gauche, després PSU, després PS |          |
| 1988-2008                                | Jean-Marie Dumontet | Divers droite                          |          |
| 2008-                                    | Daniel Fourré       | Divers droite                          |          |
| les dades anteriors no són pas conegudes |                     |                                        |          |
|                                          |                     |                                        |          |

## Demografia
| A partir de 1990: Població sense dobles comptes |